# Halinów Żdżarowski
Halinów Żdżarowski – wieś w Polsce nad rzeką Bzurą położona w województwie mazowieckim, w powiecie sochaczewskim, w gminie Sochaczew. Przez wieś przebiega droga powiatowa Kamion–Witkowice–Sochaczew. 
| SIMC    | Nazwa              | Rodzaj    |
| ------- | ------------------ | --------- |
| 0738651 | Janówek Żdżarowski | część wsi |

W latach 1975–1998 miejscowość administracyjnie należała do województwa skierniewickiego.
Wierni kościoła rzymskokatolickiego należą do parafii św. Jana Chrzciciela w Kątach.